# Gilles de Gouberville
Gilles de Gouberville,  sieur de Gouberville, du Mesnil-au-Val et de Russy (* 1521; † 7. März 1578) war ein französischer Tagebuchautor des 16. Jahrhunderts.

## Leben und Werk
Gouberville, war ein Landadeliger aus dem Cotentin. Er schrieb im 16. Jahrhundert ein umfangreiches Tagebuch, von dem im 19. Jahrhundert der Abschnitt 1549 bis 1562 aufgefunden und von 1892 bis 1895 publiziert wurde. Walther von Wartburg ließ den Text von Erich Poppe (* 1910) in einer Dissertation (Leipzig 1935) lexikalisch auswerten. 1969 begann eine Serie von Veröffentlichungen über Gouberville, der von der modernen Alltagsgeschichte entdeckt wurde (Emmanuel Le Roy Ladurie, Pierre Chaunu und vor allem Madeleine Foisil). 1986 wurde der Verein „Comité Gilles de Gouberville“ gegründet, der seit 1997 ein Jahrbuch „Les Cahiers goubervilliens“ herausgibt und eine informationsreiche Homepage unterhält.
Zum literarischen Rang des Tagebuchs schreibt Marie Madeleine Fontaine: « Ce droit à l’existence permanente de ce qui n’était destiné à aucune gloire est paradoxalement aussi émouvant que le moulage d‘un corps étouffé par les cendres de Pompéi: Gouberville est un homme comme les autres que cerne en creux une écriture défaillante et grossière, l’écriture grise. »

## Werke (moderne Ausgaben)
- Journal(le) du Sire de Gouberville, 4 Bde.,  Bricqueboscq (Manche), Les éditions des champs, 1992–1994 (Vorwort von Madeleine Foisil).
  - 1. 1549–1552, transkribiert und hrsg. von Auguste de Blangy († 1918), 1993.
  - 2. 1553–1557, transkribiert von abbé Alexandre Tollemer (1802–1892) und hrsg. von Eugène de Robillard de Beaurepaire (1827–1899), 1993
  - 3. 1558–1562,  transkribiert von abbé Tollemer und hrsg. von Eugène de Robillard de Beaurepaire, 1993
  - 4. Compléments, hrsg. von Annick Meyer und Régine und Guy Deschamps, 1994.
- Un temps clair comme cristal. Journal de Gilles de Gouberville, gentilhomme du Cotentin , 1549-1563, hrsg. von Robert Lerouvillois (* 1933), Saint-Lô, Archives départementales, 2002.